# Sokollu Mehmed Pascià
Sokollu Mehmed Pascià, o Mehmed-paša Sokolović (in turco ottomano سوکلو محمد پاشا, in serbo Мехмед-паша Соколовић?; Sokolovići presso Višegrad, 1506 circa – Istanbul, 11 ottobre 1579) è stato un politico e generale ottomano di origini serbo-bosniache.

## Biografia
Proveniva da una famiglia serbo-ortodossa della piccola nobiltà di Bosnia. Secondo varie fonti, aveva una sorella e due fratelli, fra cui il patriarca ortodosso serbo di Peć, Makarije Sokolović. Nel 1516 una spedizione ottomana raggiunse il suo villaggio ed egli fu reclutato secondo la pratica del devşirme. Convertitosi all'Islam, ricevette il nome di Mehmet.
Mehmet fu protagonista di una rapida ascesa nei ranghi prima dell'esercito e successivamente dell'amministrazione ottomana. Fu gran visir sotto tre sultani e rivestì un ruolo di grande importanza nella diplomazia europea.

### Prime cariche politiche e militari (1526-1555)

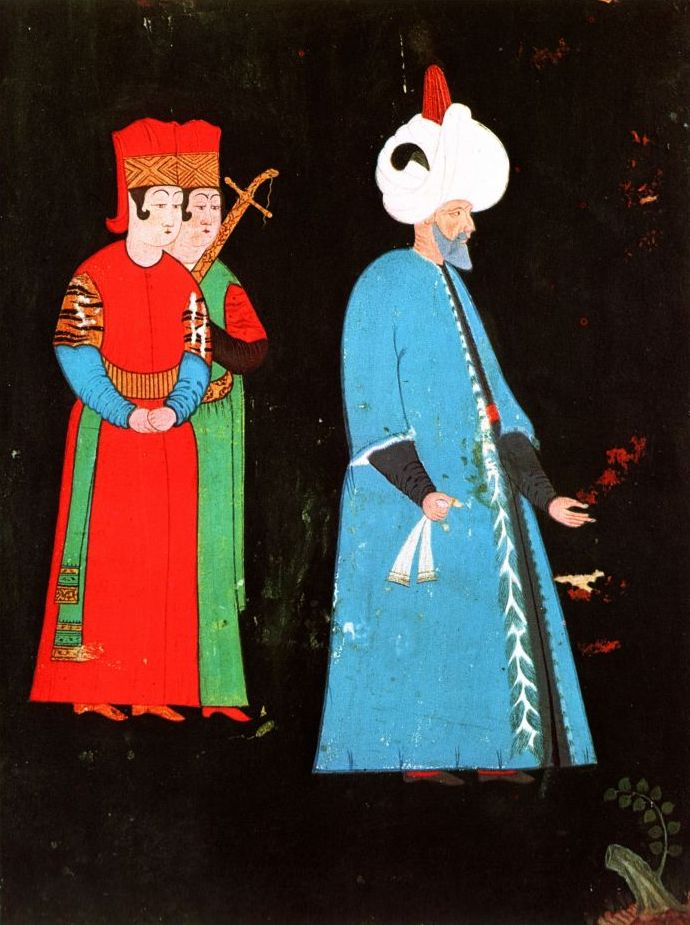
Solimano il Magnifico, Museo del Palazzo di Topkapı.

Cominciò la sua ascesa al potere come capo degli scudieri del sultano (in questa posizione divenne molto vicino a Solimano il Magnifico), dimostrando il proprio valore come soldato nella battaglia di Mohács (in turco Mohaç Savaşı), svoltasi il 29 agosto 1526, nella quale gli ungheresi subirono una terribile sconfitta che segnò la fine del loro regno indipendente, e nel primo assedio di Vienna (1529). Alla morte di Khayr al-Dīn Barbarossa (1546), Sokollu Mehmet prese il suo posto come capitan pascià e ricoprì questa carica per cinque anni. Divenne poi Beilerbei di Rumelia nel 1551, stabilendosi a Sofia. La leggenda vuole che fosse riconosciuto dalla madre, che non lo vedeva da 30 anni, per una voglia che aveva sul viso.
Nel frattempo scoppiò una guerra in Ungheria: gli Asburgo rivendicavano i propri diritti sulla Transilvania, all'epoca sottomessa al potere Ottomano. A Mehmet venne ordinato di dirigersi al più presto in Ungheria. Mise assieme un esercito di 90 000 uomini e 54 cannoni, e marciò verso il nemico assieme ai bey di Smederevo, Vidin e Nicopoli. Quando le sue armate raggiunsero la provincia transilvanica di Srem, il monaco Ðorðe Utješenović lo supplicò di non attaccare la Transilvania, in nome della sua fedeltà ad Istanbul. Mehmet rifiutò ogni proposta di negoziato, e condusse le sue forze in tutta la regione, conquistando numerose città. Ðorðe Utješenović rispose sollevando le popolazioni locali, così da costringere Mehmet ad assediare Temeşvar, il 14 ottobre 1551.
Si dice che, alle richieste degli assediati di lasciare la Transilvania, Mehmet avesse risposto:
L'assedio durò circa 2 settimane, con risultati positivi per gli assediati, e Sokollu fu costretto a ritirarsi a Belgrado, dove cominciarono i negoziati di pace con Utješenović, diventato nel frattempo viceré. Questi però fu assassinato il 17 dicembre e nel 1552 Mehmet riuscì a completare la conquista della Transilvania.
Nel 1553, Solimano dichiarò guerra alla Persia e Mehmet fu spedito a Tokat nell'inverno '53/'54, per comandare le forze del fronte orientale.

### Terzo visir (1555-1561)
Impressionato da Mehmet, Solimano lo nominò Terzo visir nel 1555, mentre la carica di governatore della Rumelia fu data ad all'ağa dei giannizzeri, di origine erzegovina, Pertev Pascià, compagno di Mehmet ai tempi dell'apprendistato presso il tesoriere (defterdar) İskender Çelebi. Quasi subito Mehmet dovette sedare una rivolta nei pressi di Tessalonica, capeggiata da Mustafa Bey, che si spacciava per figlio del sultano. La rivolta fu repressa e Mustafa impiccato.
Il fratello di Mehmet, Makarije, era l'igumeno del monastero di Hilandar a Monte Athos. Durante una visita ad Istanbul, nel 1557, Makarije discusse con il fratello la possibilità di un rinnovamento all'interno della Chiesa ortodossa serba. Più tardi, lo stesso anno, Mehmet promulgò un editto (ferman) con il quale ripristinava il Patriarcato serbo di Peć, con Makarije Sokolović come patriarca Makarije I. L'editto garantiva inoltre la libertà di culto all'interno dell'impero. Lala Mustafa Pascià, precettore dei figli del sultano, e che anni dopo sarà comandante della campagna militare per la conquista di Cipro, incitò il figlio di Solimano, Bayezid, allora beilerbei di Karaman, a guidare una rivolta contro il fratello Selim, successore designato di Solimano. Sokollu Mehmet mise insieme un esercito e marciò su Konya, sedando la rivolta e sconfiggendo le forze di Bayezid nel maggio 1559. Questo fuggì in Persia, ma dopo vari negoziati il visir riuscì ad ottenere la sua estradizione da parte dello shah, in modo da poter giustiziare il ribelle insieme ai suoi quattro figli.

### Secondo visir (1561-1565)
Quando il gran visir Rüstem Pascià morì nel 1561, gli successe il secondo visir Semiz Ali Pascià. Di conseguenza Mehmet divenne secondo visir, Pertev Pascià il terzo. L'anno seguente Mehmet sposò la nipote di Solimano İsmihan Sultan, figlia del principe Selim, e trascorse in pace gli anni seguenti. Successivamente, nel 1564, suo nipote Sokollu Mustafa Bey fu nominato sanjak-bey di Bosnia.

### Gran visir (1565-1579)
Nel giugno del 1565 Semiz Ali morì. Il sultano, che riponeva grande fiducia in Mehmed, lo promosse a gran visir.

#### Assedio di Szigetvár (1566)
Alla fine di quell'anno e nei primi mesi del 1566 crebbe la tensione tra Solimano e il Sacro Romano Impero di Massimiliano II. Questi desiderava riprendere le città precedentemente conquistate dagli Ottomani in Ungheria e Bosnia e, quando i negoziati fallirono, dichiarò guerra. Allora Sokollu ordinò a suo nipote Mustafa Bey di Bosnia di avanzare contro l'imperatore cristiano. Mustafa riuscì a prendere le città di Krupa e Dvor na Uni. Il Sultano rispose immediatamente dichiarando guerra a sua volta e il gran visir cominciò a preparare l'avanzata del grosso dell'esercito ottomano. In 50 giorni Mehmet e il Sultano, alla guida delle truppe, giunsero a Belgrado, per poi passare in Ungheria, dove avvenne lo scontro tra una parte degli Ottomani e le truppe del nobile croato-ungherese Nikola Zrinski. Quest'ultimo ebbe la meglio, sconfiggendo il Sancak Bey Tirhal Mehmet, per poi giustiziarlo insieme al figlio e acquisire un bottino di 17 000 ducati. Ciò suscitò l'ira del sultano, che ordinò a Sokollu di assediare la città di Szigetvár, mentre il governatore di Buda, Arslan Pascià, perdeva le città di Palota, Veszprém e Tata. Per questo motivo il sultano privò Arslan della sua carica e lo sostituì con Sokollu Mustafa Bey. Alla battaglia di Szigetvár parteciparono Mehmet Pascià, i suoi figli Kurt Bey e Hassan Bey e lo stesso sultano Solimano; l'esercito ottomano comprendeva 90 000 soldati e 300 cannoni. La città cadde dopo un lungo ed estenuante assedio, durante il quale persero la vita sia Nikola Zrinski che Solimano il Magnifico (quest'ultimo per cause naturali).

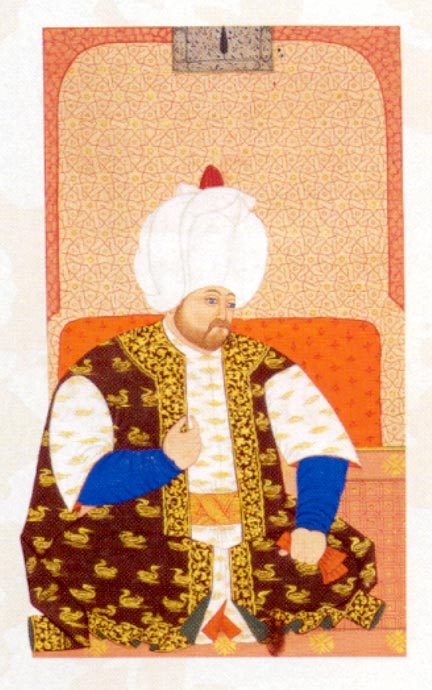
Il Sultano Selim II, Museo del Palazzo di Topkapı

Sokollu Mehmet Pascià giustiziò tutti coloro che avevano assistito alla morte del sovrano e annunciò che questi era troppo malato per mostrarsi e che si sarebbe curato a Szigetvár, nel frattempo egli avrebbe agito secondo le sue disposizioni. Quindi premiò tutti coloro che avevano contribuito maggiormente alla cattura della città e aumentò la paga dei soldati, poi inviò una lettera al principe Selim, rimasto unico erede al trono, comunicandogli la morte di Solimano. Così l'esercitò si mise in marcia verso Belgrado e il gran visir annunciò solennemente la dipartita del Sultano. In Serbia il nuovo sultano Selim II, passato alla storia come Sarhoş (l'Ubriacone), salutò le truppe e confermò Mehmet Pascià come suo gran visir.
Due anni dopo, il 17 febbraio 1568, Mehmet Pascià riuscì a concludere a Istanbul un trattato di pace con l'Imperatore Massimiliano II, in cui questi accettava di pagare un "dono" annuale di 30 000 ducati.

#### Strategie politiche (1568-1571)
Si può ben dire che Sokollu Mehmet ragionasse in termini di "Mediterraneo allargato". Egli fu il massimo sostenitore del progetto di un canale che doveva collegare il Don al Volga, favorendo i commerci tra Mar Nero e Mar Caspio, così come nel 1568 pensò anche a un canale che tagliasse l'istmo di Suez per un collegamento tra Mediterraneo e Mar Rosso. Ma non portò mai a termine nessuna delle due opere. Si tentò di realizzare la prima inviando delle truppe ad assediare la russa Astrachan', sul Volga, insieme alle maestranze per la costruzione del canale, mentre contemporaneamente una flotta ottomana minacciava dal Mar Nero la città di Azov. I Russi reagirono immediatamente sbaragliando le forze ottomane sul Volga e una tempesta distrusse le navi di Istanbul al largo di Azov. Quindi nel 1570 un nuovo accordo con la Russia di Ivan il Terribile ripristinò i rapporti amichevoli tra i due paesi, tra Sultano e Zar.
Selim II era un sovrano assai debole, il vero potere era nelle mani del gran visir, che si adoperò anche per consolidare i confini dell'impero nella Penisola Araba, e in particolare nell'Hegiaz e nello Yemen, riportando grandi successi militari e ottenendo grande fama e popolarità. Nel 1571 la moglie di Mehmet, İsmihan, fece costruire a Istanbul dal famoso architetto Sinān la Sokollu Mehmet Paşa Camii (Moschea di Sokollu Mehmet Pascià).

#### Guerra di Cipro (1570-1573)

La battaglia di Lepanto (artista sconosciuto).

L'isola di Cipro rivestiva una grande importanza da un punto di vista strategico e commerciale, poiché costituiva una tappa fondamentale per il rifornimento delle galee sulle rotte del Mediterraneo orientale verso la Palestina, l'Egitto, ma soprattutto verso i luoghi santi di Mecca e Medina. Era in mano veneziana da tempo, ed era rimasta ormai l'unica enclave cristiana in un mare prevalentemente musulmano e ottomano. Secondo una certa storiografia occidentale la guerra iniziata dagli Ottomani per la sua conquista fu dettata da motivi personalistici di Selim II, che puntava a una grande impresa militare per passare alla storia come grande conquistatore e inoltre l'isola fungeva da base sicura per i pirati cristiani in quell'area.
Nel 1570 a Istanbul si formarono due fazioni, una a favore della guerra, l'altra contraria. Sokollu Mehmet, che temeva una grande alleanza cristiana, apparteneva alla seconda, mentre la prima fazione era assai più numerosa. A questa appartenevano il terzo visir Piyale Pascià, il secondo visir Pertev Mehmed Paşa, il precettore (lala, in turco) del sultano e generale Lala Mustafa Pascià, il Sultano e il Gran Muftī Ebussuud, principale esponente del ceto religioso degli ʿulamāʾ nell'Impero Ottomano, che emise una fetva (parola turca dall'arabo fatwā, sentenza basata sulla sharīʿa) in cui giustificava una campagna militare per la conquista di Cipro in quanto questa, agli albori dell'Islam, era stata per una trentina di anni musulmana (dal 654 al 683) e doveva quindi essere "riconquistata". Nell'estate del 1570 la flotta ottomana sbarcò sull'isola e il 4 agosto del 1571 completò la sua conquista sconfiggendo i Veneziani nell'assedio di Famagosta. Fu tragicamente famosa la fine del comandante veneziano Marcantonio Bragadin, difensore di Famagosta, scuoiato vivo da Lala Mustafa Pascià con il pretesto di aver giustiziato, dopo aver sottoscritto la resa, cinquanta pellegrini musulmani catturati qualche tempo prima e di cui aveva giurato il rilascio. Episodio assai importante della guerra di Cipro fu la battaglia di Lepanto, il 7 ottobre del 1571. Una grande coalizione cristiana promossa da papa Pio V e da Filippo II e che comprendeva oltre a Stato Pontificio e Spagna (compresi i suoi domini italiani di Napoli e Sicilia), anche Venezia, Genova, Ducato di Savoia e Cavalieri Ospitalieri di Malta, riunì le sue navi nel porto di Messina, da cui partì sotto il comando generale di Don Giovanni d'Austria per scontrarsi con la flotta ottomana nel mare di fronte alla cittadina greca di Lepanto. La grande sconfitta subita dagli Ottomani, guidati da Müezzinzade Alì Pascià, Pertev Pascià, e dal rinnegato calabrese  Uluç Ali (il cui vero nome era Giovanni Dionigi Galeni), che fu l'unico a tornare vivo e con le proprie navi, fu esaltata trionfalmente nelle corti d'Europa e in particolare a Venezia, soprattutto secoli dopo, in età risorgimentale, per dimostrare la grandezza dei propri antenati. In realtà questa grande sconfitta fece parte di una guerra che gli Ottomani vinsero, e attraverso la quale Sokollu Mehmet Pascià riuscì abilmente a eliminare i propri nemici politici partiti verso il fronte. La battaglia di Lepanto passò quasi inosservata a Istanbul, dove si festeggiava la conquista di Cipro, e la flotta fu ricostruita in poco tempo.
L'amministrazione di Cipro fu affidata a un vecchio amico del gran visir, l'arabo Ahmed Pascià. Nel 1573 Venezia firmò una nuova pace separata con Mehmet, ponendo fine alla Lega Santa. Egli inoltre estese ad altri otto anni la pace con gli Asburgo e mantenne buone relazioni con Francia, Polonia e Russia.

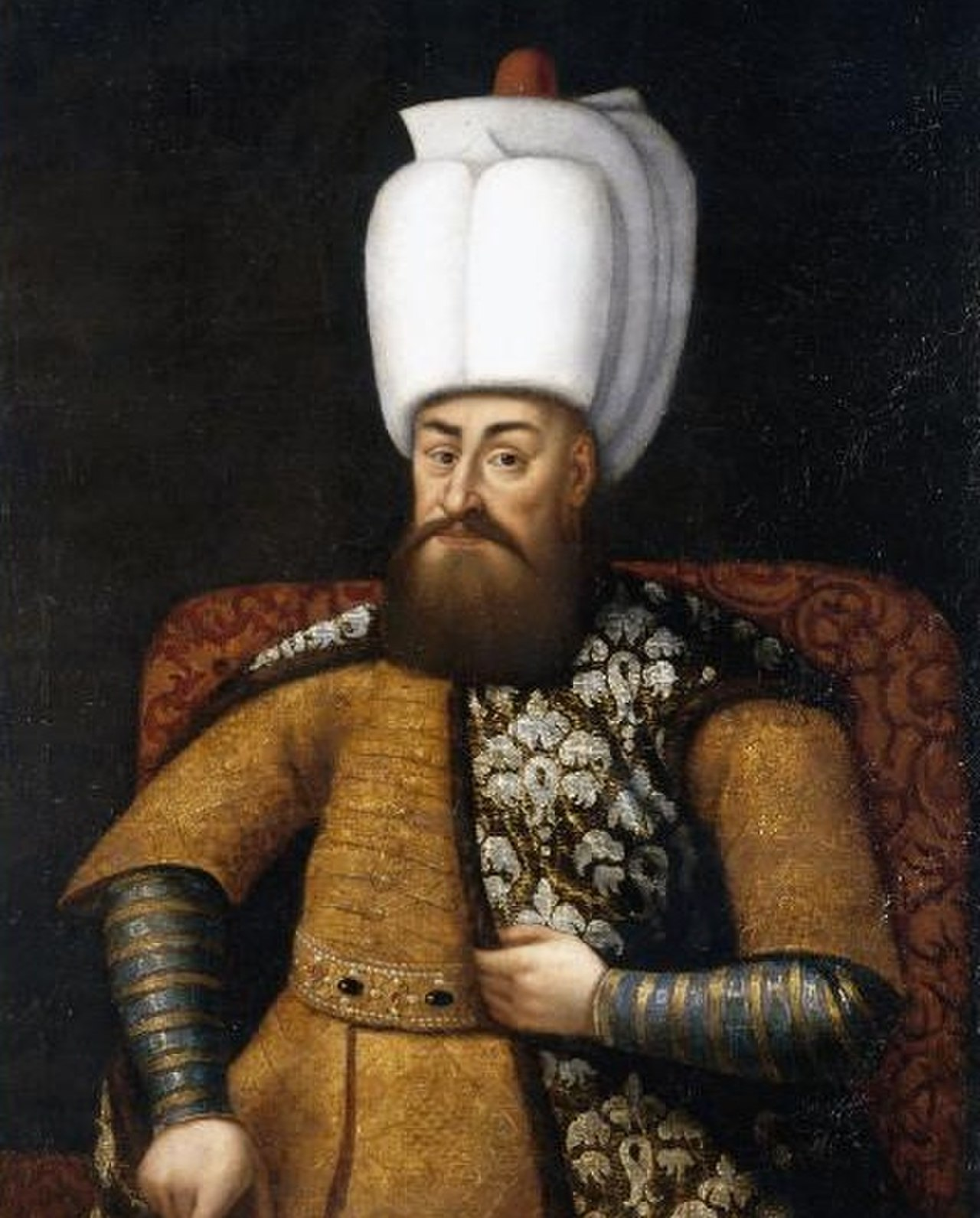
Il Sultano Murat III

#### Ultimi anni (1574-1579)
Nel 1574 il patriarca ortodosso di Peć Makarije Sokolović, fratello del gran visir, morì. Allora Mehmet lo fece sostituire da suo nipote Antonije Sokolović e dopo la sua morte prematura, nel 1575, fece sì che quella carica fosse di un altro suo nipote, Gerasim Sokolović.
Quando nel 1574 morì Selim II, Sokollu si inchinò al nuovo sultano Murat III, che lo riconfermò. Questa volta però avrebbe dovuto condividere il suo potere effettivo con la madre del sultano (valide sultan) Nûr Bânû (ovvero la veneziana Cecilia Baffo). Iniziò così il periodo di declino del grande potere di Mehmet. Murat rimosse gradualmente dalle cariche più alte tutti gli alleati del gran visir, come il tesoriere (defterdar) Feridun Pascià, mandato a Belgrado, o il governatore di Cipro Ahmed, fatto fuori dai militari di stanza nell'isola. Il 10 ottobre del 1578 il governatore di Buda e nipote di Mehmet, Sokollu Mustafa Bey, fu assassinato. Un anno e un giorno dopo un derviscio mentalmente instabile chiese di vedere il gran visir e questi gli permise di entrare nelle sue stanze. Ma il derviscio, che nascondeva un pugnale, lo accoltellò. Dopo tre ore di agonia Mehmet Pascià Sokolovič morì e il governo ne fu informato il mattino seguente dal bailo veneziano.

Paragonato ad altri statisti ottomani, Mehmet fu cauto negli affari esteri e preferì mosse strategiche a possibili atti di forza. Dopo la sua morte la libertà religiosa che aveva concesso agli abitanti dell'Impero fu riconfermata.

## Famiglia
Il 17 agosto 1562 sposò Ismihan Sultan, figlia del futuro sultano Selim II e di Nurbanu Sultan e nipote del sultano Solimano il Magnifico.
Insieme ebbero una figlia e tre figli: 
- Safiye Hanımsultan (1563 - ?). Sposò inizialmente il cugino di suo padre, Sokollu Mustafa Pasha, governatore di Buda. Dopo il suo esilio nel 1578, divorziò e sposò il nuovo governatore di Buda, Silahdar Cafer Pasha. Dopo la sua morte nel 1587, gli diede due figli postumi, i gemelli Mehmed Bey e Cafer Bey, che morirono da bambini. Sposò in terze nozze Sultanzade Abdülbaki Bey, figlio della cugina di sua madre Hümaşah Sultan.
- Sultanzade Ahmed Bey (1563 - 1567)
- Sultanzade Sokolluzade Ibrahim Han Pascià (1565 - 1622). Nel 1924, un suo discendente, Sokulluzade Abdülbâki Ihsân Bey, sposò un'altra principessa ottomana, Rukiye Sultan, nipote del sultano Mehmed V.
- Sultanzade Piri Mehmed Bey (1566 - 1567)

## Lasciti
Mehmet Pascià viene ricordato tra le popolazioni slave meridionali per le opere architettoniche fatte costruire da lui nell'area dei Balcani. Inoltre, come è già stato ricordato, fu molto importante la sua azione all'interno della Chiesa ortodossa serba durante il periodo del terzo visirato e non solo. L'opera più importante di cui Mehmet volle dotare le sue terre d'origine fu un ponte a undici arcate sul fiume Drina, fatto costruire dal gran visir nella sua città, Višegrad. La storia di questo ponte verrà poi ricordata nel romanzo dello scrittore premio Nobel Ivo Andrić, Il ponte sulla Drina. Nel villaggio natale di Sokolovići fece erigere una moschea, un caravanserraglio e una scuola. Fece installare inoltre un sistema di irrigazione, ancora oggi visibile. Oltre al ponte di Višegrad gli vengono attribuiti anche il ponte  Arslanagić a Trebigne, il ponte del visir a Podgorizza e il ponte Kozja a Sarajevo. Si deve a lui anche la costruzione di una strada tra Sarajevo e Višegrad e un castello, di cui resta oggi solo una fontana.

La vita di Mehmed Paşa Sokolovič è diventata nel corso dei secoli il soggetto di numerose leggende balcaniche e turche, poesie e racconti.